# 西垣一
西垣 一（にしがき まこと、1935年9月25日 - 2009年5月23日）は、京都府宇治市出身のプロ野球選手（投手）・監督。

## 経歴
城南高校では、1953年夏の甲子園府予選準決勝に進むが西舞鶴高に惜敗、京滋大会には進めなかった。卒業後の1954年に大阪タイガースへ入団する。3年目の1956年には、読売ジャイアンツを相手に6月19日に初登板、初先発を果たす。4回１/3を無失点と好投するが、白星はつかなかった。その後は登板機会がなく、1957年限りで退団。
退団後は1958年に日本新薬へ入社し、野球部では長谷部栄一選手兼任監督の下、投手ではなく外野手としてプレー。1973年から1981年には監督を務め、1974年・1979年・1980年と3度の都市対抗出場に導き、吹石徳一を送り出した。退任後は社業に専念。1997年からは創部されたニチダイの顧問となり、2002年から2003年には監督を務め、後任監督となる桑野議がコーチとして入部している。
2009年5月23日に肺炎のため死去。73歳没。

## 詳細情報

### 年度別投手成績
| 年 度     | 球 団     | 登 板 | 先 発 | 完 投 | 完 封 | 無 四 球 | 勝 利 | 敗 戦 | セ 丨 ブ | ホ 丨 ル ド | 勝 率 | 打 者 | 投 球 回 | 被 安 打 | 被 本 塁 打 | 与 四 球 | 敬 遠 | 与 死 球 | 奪 三 振 | 暴 投 | ボ 丨 ク | 失 点 | 自 責 点 | 防 御 率 | W H I P |
| --------- | --------- | ----- | ----- | ----- | ----- | -------- | ----- | ----- | -------- | ----------- | ----- | ----- | -------- | -------- | ----------- | -------- | ----- | -------- | -------- | ----- | -------- | ----- | -------- | -------- | ------- |
| 1956      | 大阪      | 1     | 1     | 0     | 0     | 0        | 0     | 0     | --       | --          | .000  | 16    | 4.1      | 2        | 0           | 3        | 0     | 0        | 2        | 0     | 0        | 0     | 0        | 0.00     | 1.15    |
| 通算：1年 | 通算：1年 | 1     | 1     | 0     | 0     | 0        | 0     | 0     | --       | --          | .000  | 16    | 4.1      | 2        | 0           | 3        | 0     | 0        | 2        | 0     | 0        | 0     | 0        | 0.00     | 1.15    |

### 背番号
- 38 （1954年 - 1957年）